# Gurij Marczuk
Gurij Iwanowicz Marczuk (ros. Гу́рий Ива́нович Марчу́к, ur. 8 czerwca 1925 we wsi Pietro-Chiersoniec w obwodzie orenburskim, zm. 24 marca 2013 w Moskwie) – radziecki fizyk, matematyk, polityk, działacz partyjny, Bohater Pracy Socjalistycznej (1975).

## Życiorys
Początkowo był pomocnikiem kombajnisty, w latach 1943–1945 brał udział w wojnie z Niemcami, służył w wywiadzie artyleryjskim. Od 1947 członek WKP(b), w 1949 ukończył studia na Wydziale Matematyczno-Mechanicznym Leningradzkiego Uniwersytetu Państwowego, pracował w Moskiewskim Instytucie Geofizycznym Akademii Nauk ZSRR, gdzie 1952 ukończył aspiranturę. Od 1952 pracownik naukowy Instytutu Geofizycznego Akademii Nauk ZSRR, od 1953 pracownik Laboratorium „W” Pierwszego Głównego Zarządu Rady Ministrów ZSRR, później Instytutu Fizyczno-Energetycznego Państwowego Komitetu ZSRR ds. Wykorzystywania Energii Atomowej w Obnińsku, w latach 1953–1962 kierował Wydziałem Matematycznym tego instytutu. Od 1962 zastępca dyrektora Instytutu Matematyki Syberyjskiego Oddziału Akademii Nauk ZSRR w Nowosybirsku, od 1963 dyrektor Centrum Obliczeniowego Instytutu Matematyki Syberyjskiego Oddziału Akademii Nauk ZSRR, 1964–1979 dyrektor wydzielonej i samodzielnej organizacji Centrum Obliczeniowego Syberyjskiego Oddziału Akademii Nauk ZSRR. W 1974 był dyrektorem-organizatorem Centrum Obliczeniowego Syberyjskiego Oddziału Akademii Nauk ZSRR w Krasnojarsku, w latach 1975–1980 wiceprezydent Akademii Nauk ZSRR i przewodniczący Syberyjskiego Oddziału Akademii Nauk ZSRR, od 28 stycznia 1980 do 28 października 1986 zastępca przewodniczącego Rady Ministrów ZSRR - przewodniczący Państwowego Komitetu ZSRR ds. nauki i techniki. Od 16 października 1986 do 17 grudnia 1991 prezes Akademii Nauk ZSRR, od 1991 honorowy członek Rosyjskiej Akademii Nauk, od 1996 doradca Prezydium RAN. W 1988 r. został członkiem zagranicznym PAN. Autor ponad 350 prac naukowych. W latach 1976–1981 zastępca członka, a 1981–1991 członek KC KPZR. W latach 1975–1980 deputowany do Rady Najwyższej RFSRR, 1989–1991 deputowany ludowy ZSRR. Honorowy obywatel Obnińska (1985) i obwodu saratowskiego (2008). Pochowany na Cmentarzu Nowodziewiczym.

## Odznaczenia i nagrody
- Medal Sierp i Młot Bohatera Pracy Socjalistycznej (1 sierpnia 1975)
- Order Lenina (czterokrotnie – 29 kwietnia 1967, 20 lipca 1971, 1 sierpnia 1975 i 7 czerwca 1985)
- Order Zasług dla Ojczyzny II klasy (25 czerwca 2005)
- Order Zasług dla Ojczyzny IV klasy (4 marca 1998)
- Nagroda Leninowska (1961)
- Nagroda Państwowa ZSRR (1979)
- Nagroda Państwowa Federacji Rosyjskiej (2000)
- Legia Honorowa (Francja)
- Order Przyjaźni (Czechosłowacja, 1985)

Oraz medale ZSRR i inne ordery zagraniczne.